# Horst Mager
Horst Gerd Carlos Mager (* 1964 in Berlin) ist ein deutscher Landschaftsgärtner, Diplombiologe, Autor, Redakteur und Regisseur.

## Leben
Horst Mager wuchs als Sohn einer spanischen Mutter und eines deutschen Vaters in Baden-Württemberg auf und besuchte dort die Schule. Nach dem Abitur am Hölderlin-Gymnasium in Nürtingen und der Ableistung des Grundwehrdienstes absolvierte er eine Lehre zum Landschaftsgärtner und schloss diese mit der Gesellenprüfung ab. 1988 begann er ein Biologiestudium an der Freien Universität Berlin mit dem Schwerpunkt Botanik und schloss dieses 1994 mit Diplom sehr gut am Institut für Ökologie der Technischen Universität Berlin ab. Ihm wurde der akademische Grad Diplom-Biologe durch die Freie Universität Berlin zuerkannt. Nach der Journalistenausbildung beim 1A Fernsehen in Berlin und der Henri-Nannen-Journalistenschule in Hamburg arbeitete er einige Jahre als Autor, Redakteur, Moderator und Experte für Fernsehmagazine.
Mager entwickelte diverse neue Formate für Gartensendungen, zum Beispiel das SFB–Gartenmagazin Unser Garten und das Gartenmagazin Schön Grün für den Rundfunk Berlin-Brandenburg. In Zusammenarbeit mit Volker Kugel, dem Direktor des Blühenden Barock in Ludwigsburg und Inge Landwehr vom SWR, entstanden die SWR-Gartensendungen Grünzeug und Grünzeug unterwegs. Heute arbeitet Horst Mager als Gartenexperte beim Rundfunk Berlin-Brandenburg in unterschiedlichen Sendungen, auch im Hörfunk. Die RBB-Sendung Gartenzeit wird regelmäßig von ihm gestaltet. Über das Instagram Format „Horst-sein-Schrebergarten“ versorgt er Follower mit täglichen Gartentipps.
Ab 2015 bis 2020 war er Geschäftsführer und Miteigentümer der Cine Impuls Film- und Video GmbH & Co.KG in Berlin, mit Zweigstellen in Stuttgart und Leipzig. Die Zusammenarbeit wurde mit dem Verkauf der Gesellschaftsanteile beendet.
Mager ist Jurymitglied in einer Reihe von Wettbewerben mit Gartenthemen.

## Veröffentlichungen
- 1995: Joe und Co., Tiersendung wöchentlich auf 1 Plus, Puls TV
- 1995: Traumreisen, Reisemagazin wöchentlich auf 1A Fernsehen
- 1995: LebensArt, Promi- und Lifestylemagazin wöchentlich auf n-tv
- 1995: Prominente Gärten und Tierisch prominent, unregelmäßige Reihen im ARD-Buffet, MDR
- 1995: Zu Gast bei Gerd Käfer, Kochsendung alle 14 Tage n-tv
- 1995: Wünsch Dir was – der schönste Tag im Leben!, wöchentlich im MDR
- 1999: „Unser Garten“ im SWR
- seit 2002 bis 2016: Grünzeug und Grünzeug unterwegs, Regie und Buch für die Gartensendung des SWR
- 2004 Schön Grün, Regie und Gartenexperte für das rbb Magazin
- seit 2005 bis heute: rbb-Gartenzeit, Autor für diverse Pflanzen-, Tier- und Natursendungen für den rbb
- 2006: Panda, Gorilla & Co., Autor für die ARD-Zooserie
- 2011: Die Gartenverführerin, Porträt über Gabriella Pape für den rbb, Deutsche Welle, 1 Plus
- 2013: Grünzeug, Mit-Herausgeber der Begleitbücher zur Magazinsendung
- Seit 2013: Imagevideos für den Bundesverband Garten-, Landschafts- und Sportplatzbau sowie die Königliche Gartenakademie Berlin (KGA).
- 2014: Reportagen „Very British – Gärtnerglück und Gartenlust“ und „England – im Königreich der Gartenkünstler“ für den rbb
- seit 2014: „Die schönsten Gärten im Südwesten“, Sondersendung für den SWR
- 2016: Reportage „Hollands schönste Gärten und Tulpenfieber“ für den rbb
- Seit 2017: „Gartengeschichten“ für den SWR
- 2017: Imagefilme Thomas Heumann Gartenanlagen
- 2018: Reportage „Die Königliche Gartenakademie – eine blühende Schatzkammer in Berlin“
- 2018: Geschichte am Sonntag: „Geschichte der Gartenschauen“ Produzent SWR
- seit 2018: Redakteur der rbb Gartenzeit
- seit 2018: „Die Rezeptsucherin“ für den SWR

## Bücher
- Einfach gärtnern! Naturnah und nachhaltig. Insel Verlag: Berlin, 2024. ISBN 978-3-458-64417-0.

## Preise
- 2006: TASPO award – beste Sendung Haus und Garten im deutschen Fernsehen, für Grünzeug
- 2007: TASPO award – beste Sendung Haus und Garten im deutschen Fernsehen, für Grünzeug